# Schultheisz Emil (orvos)
Schultheisz Emil (Budapest, 1923. június 21. – Budapest, 2014. június 12.) magyar orvos, belgyógyász, orvostörténész, egyetemi tanár, egészségpolitikus, az orvostudomány kandidátusa. 1970 és 1972 között a Központi Állami Kórház igazgatója. 1972 és 1974 között az egészségügy-miniszter helyettese, majd 1984-ig miniszter. Közben 1968 és 1974 között a Semmelweis Orvostörténeti Múzeum főigazgatója. Kutatási területe a középkori európai, valamint a magyarországi orvostörténetet foglalta magában.

## Iskolái
Középfokú tanulmányait a Budapesti Evangélikus Gimnázium és a Soproni evangélikus líceumban folytatta. 1941 és 1942 között a kolozsvári Tudományegyetem történelemfilozófia szakos bölcsész hallgatója volt. 1942-től Debreceni Tisza István Tudományegyetem, 1943-tól a Pázmány Péter Tudományegyetem orvostanhallgatója volt. Diplomáját 1950-ben kapta meg.

## Orvosként
1950-től 1960-ig a klinikai–kórházi orvosként dolgozott. 1954-ben szerzett belgyógyász szakképesítést. 1957-től a Korányi kórház adjunktusa volt. 1960-ban került a Központi Állami Kórházba, ahol a belgyógyászati osztály vezető főorvosa, majd igazgatóhelyettese (1964—1970), 1970-től pedig igazgatója lett. Többször vett részt külföldi tanulmányutakon, ahol a  belgyógyászati ismeretek megszerzése mellett orvostörténeti kutatómunkát is végzett

## Államigazgatásban
1972 júliusától az egészségügyi miniszter helyetteseként, 1973 novemberétől államtitkárként tevékenykedett. 1974 és 1984 között töltötte be az egészségügyi miniszteri pozíciót. Mindemellett főorvosi munkáját is végezte.

## Tudományos munkássága
1968-tól 1974-ig a Semmelweis Orvostörténeti Múzeum főigazgatója volt, majd az intézeti Tudományos Tanács elnöke. 1977-ben címzetes egyetemi tanárnak nevezik ki. 1984 és 1993 között a Semmelweis Orvostudományi Egyetem tanszékvezető tanára volt. 2000-től professor emeritus. A Magyar Orvostörténelmi Társaság főtitkára, elnöke, örökös tiszteletbeli elnöke. Az MTA Tudomány- és Technikatörténeti Komplex Bizottságának tagja. 1978-ban az Egészségügyi Világszervezet (WHO) Közgyűlésének európai alelnöke volt. A krakkói és a lipcsei egyetem honoris causa doctora (1985).
Több magyar és külföldi kitüntetés és díj birtokosa, a Weszprémi díj-bizottság elnöke, tizenhárom könyv, 41 belorvosi, 156 orvostörténeti publikáció szerzője. A SOMKL és MOT kiadásában megjelenő orvos- és tudománytörténeti folyóirat szerkesztőbizottságának elnöke. A nemzetközi orvostörténeti folyóirat, a Clio Medica szerkesztőbizottságának tagja.
Orvostörténeti kutatásainak középpontjában a késő középkor és a humanizmus korának orvoslása, a felvilágosodás korának magyar, német és latin nyelvű orvosi irodalma valamint a nagyszombati egyetem tankönyvirodalma állt. Egyik legképzettebb és legsokoldalúbb orvostörténészünk volt, mindenütt igyekezett az eredeti forrásokat feltárva következtetésekre jutni. Alapos történeti és jó néhány nyelvet magában foglaló nyelvtudását és értékes okleveles anyagokat, kéziratokat feltáró unikális tevékenységét, köztük Albicus-kutatásait, az orvostörténet külföldi szaktekintélyei is messzemenően elismerték, amit rangos díjai és a nemzetközi tudományos társaságokban betöltött tiszteleti tagságai is igazolnak.

## Orvostörténeti szakkönyvei
- Fejezetek az orosz-magyar orvosi kapcsolatok múltjából. Társszerző: Tardy Lajos (1960)
- Kórháztervezési útmutató; szerk. Schultheisz Emil, Cserba László, Dános Ottó; 2. átdolg. kiad.; Medicina, Bp., 1976
- Orvostörténelem. Egyetemi jegyzet. Társszerző: Birtalan Győző (1986, 1988, 1992, 1996)
- Historia medica hungarica = Tanulmányok és arcképek a magyar medicina múltjából; összeáll., szerk. Antall József, Birtalan Győző, Schultheisz Emil; Medicina, Bp., 1988
- Az orvoslás kultúrtörténetéből; sajtó alá rend. Gazda István; TKM Egyesület–Magyar Tudománytörténeti Intézet, Bp.–Piliscsaba, 1997 (Magyar tudománytörténeti szemle könyvtára) Részletek: http://members.iif.hu/visontay/ponticulus/rovatok/nyomhagyok/schultheisz-emil.html Archiválva 2016. december 20-i dátummal a Wayback Machine-ben
- Traditio renovata. Tanulmányok a középkor és a reneszánsz orvostudományáról (1997)
- A nagyszombati egyetem orvostanárai (2004)
- Orvosképzés a nagyszombati egyetemen. Társszerző: Magyar László András (2005) http://real.mtak.hu/17803/
- Fejezetek az orvosi művelődés történetéből. Szerk.: Gazda István (2006) Részletek: http://real.mtak.hu/17802/
- Kunst und Heilkunst. Medizinhistorische Fragmente; Magyar Tudománytörténeti Intézet, Piliscsaba, 2007 (Magyar tudománytörténeti szemle könyvtára, 67)
- Az európai orvosi oktatás történetéből (2010)
- "Az európai orvosi oktatás történetéből" néhány fejezete online eléréssel: http://mek.oszk.hu/01300/01322/01322.htm http://mek.oszk.hu/01800/01867/01867.htm
- Leibniz és a medicina; Semmelweis, Bp., 2013
- Schultheisz Emil orvostörténeti tanulmányai, 1-2.; sajtó alá rend., jegyz. Gazda István; Magyar Tudománytörténeti és Egészségtudományi Intézet–Magyar  Orvostörténelmi Társaság–MTA Orvostörténeti Munkabizottság, Bp., 2018 (Magyar tudománytörténeti szemle könyvtára) http://real.mtak.hu/80310/

## Kitüntetései
- Kiváló Orvos (1970)
- Babérkoszorúval Ékesített Zászlórend (1984)
- A Magyar Köztársasági Érdemrend középkeresztje (2003)
- Batthyány-Strattmann László díj (2003)
- Svéd Seraphim-Érem
- Magyar Örökség Díj – Gazda István: Schultheisz Emil nemzetközileg is elismert orvosi és orvostörténeti munkássága magyar örökség http://www.magyarorokseg.hu/fajlok/2008/Schultheisz_Emil.pdf

## Fontosabb tagságai
- Nemzetközi Orvostörténeti Akadémia
- a Nemzetközi Orvostörténeti Társaságnak két évtizeden át nemzeti delegátusa
- Nemzetközi Tudománytörténeti Társaság
- Nemzetközi Paracelsus Társaság
- Német Orvostörténeti Társaság (levelező)
- Svéd Királyi Orvostársaság
- Cseh Purkyné Társaság
- Ókortudományi Társaság
- Kőrösi Csoma Társaság